# فرمین اوریارته

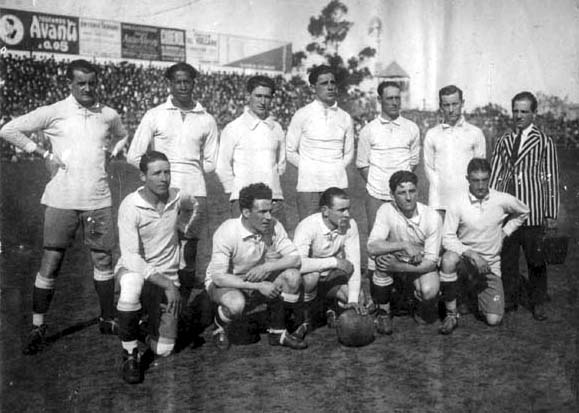
تیم ملی فوتبال اروگوئه ۱۹۲۳

فرمین اوریارته (انگلیسی: Fermín Uriarte; ۱۹۰۲) بازیکن فوتبال اهل اروگوئه بود.
وی سابقه ۱۴ بازی برای تیم ملی فوتبال اروگوئه در کارنامه دارد.